# فرانك تايلور
فرانك تايلور (بالإنجليزية: Frank Taylor)‏ (1 يناير 1887 - 1 يناير 1928) هو لاعب كرة قدم بريطاني (وحمل سابقاً جنسية المملكة المتحدة لبريطانيا العظمى وأيرلندا) في مركز الهجوم. لعب مع وركشوب تاون ‏ ولينكولن سيتي أف سي وMerthyr Town F.C. ‏.